# Scelio ernstii
Scelio ernstii är en stekelart som beskrevs av Riley 1886. Scelio ernstii ingår i släktet Scelio och familjen Scelionidae. Inga underarter finns listade i Catalogue of Life.